# Maurice Parturier
Maurice Parturier (* 11. Juni 1888 in Paris; † 22. April 1980 ebenda) war ein französischer Arzt, Romanist und Literarhistoriker.

## Leben und Werk
Parturier promovierte 1918 an der Sorbonne mit der Arbeit Les Syndromes rénaux de l'asystolie (Paris 1919). Dann wandte er sich der Literaturgeschichte zu und wurde ein bedeutender Kenner von Prosper Mérimée.

Parturier war Offizier der Ehrenlegion.

Maurice Parturier war der Vater der Schriftstellerin Françoise Parturier (1919–1995).

## Werke

### Monographien (Medizin und Romanistik)
- (mit Otto Josué) Les cardio-rénaux. Etude théorique et pratique, Paris  1921
- Ivan Tourguéniev et Maxime du Camp (documents inédits), Paris 1947
- Une amitié littéraire. Prosper Mérimée et Ivan Tourguéniev, Paris 1952
- Morny et son temps, Paris 1969

### Herausgebertätigkeit
- (Hrsg.) Prosper Mérimée, Lettres aux Grasset, Paris 1929
- (Hrsg.) Prosper Mérimée, Carmen. Arsène Guillot. L'abbé Aubain, Paris 1930, Offenburg 1947
- (Hrsg.) Lettres de Mérimée à la famille Delessert, / Paris 1931 (Vorwort von Émile Henriot)
- (Hrsg.) Lettres de Mérimée à Ludovic Vitet, Paris 1934; 1998, hrsg. von Françoise Bercé
- (Hrsg.) Lettres de Prosper Mérimée à madame de Beaulaincourt (1866-1870), Paris 1936
- (Hrsg. unter Mitwirkung von Pierre Josserand und Jean Mallion) Prosper Mérimée, Correspondance générale, 17 Bde., Paris/Toulouse 1941–1964; Correspondance générale. 1822–1840, 2 Bde., Toulouse 1972
- (Hrsg.) Prosper Mérimée, Romans et nouvelles, 2 Bde.,  Paris 1967 (Classiques Garnier)
- (Hrsg. mit Henri Mongault) Prosper Mérimée, Histoire du règne de Pierre Le Grand, Paris 1947
- (Hrsg. mit Jean Mallion) Prosper Mérimée, Morceaux choisis, Paris 1952